# فلورنسا غيلبرت
فلورنسا غيلبرت (بالإنجليزية: Florence Gilbert)‏ هي ممثلة أمريكية، ولدت في 20 فبراير 1904 بشيكاغو في الولايات المتحدة، وتوفيت في 27 فبراير 1991 في الولايات المتحدة.

## أعمال

### أفلام
- (1926) فيضان جونستاون

## وصلات خارجية
- فلورنسا غيلبرت على موقع IMDb (الإنجليزية)
- فلورنسا غيلبرت على موقع أول موفي (الإنجليزية)
- فلورنسا غيلبرت على موقع قاعدة بيانات الفيلم (الإنجليزية)
- فلورنسا غيلبرت على موقع كينوبويسك (الروسية)
- فلورنسا غيلبرت على موقع كينوبويسك (الروسية)